# The Picket Guard
The Picket Guard est un film muet américain réalisé par Allan Dwan et sorti en 1913.

## Fiche technique
- Titre : The Picket Guard
- Réalisation : Allan Dwan
- Scénario : Arthur Rosson, d'après un poème de Ethelin Eliot Beer
- Production : Bison Motion Pictures
- Genre : Film dramatique
- Dates de sortie :
  - États-Unis : 15 juillet 1913

## Distribution
- Wallace Reid : Sentry
- Pauline Bush : Mary
- Marshall Neilan : l'officier
- Jessalyn Van Trump : la femme de l'officier
- David Kirkland